# Transkei
Transkei is een voormalig thuisland in het zuidoosten van Zuid-Afrika, ten zuiden van Lesotho (oppervlakte: 43.190 vierkante kilometer). Transkei bestond uit een grote en twee kleinere enclaves in de voormalige Zuid-Afrikaanse provincies Kaapprovincie en Natal. De zuidelijke grens werd gevormd door de rivier de Groot-Kei, vanwaar ook de naam Transkei – "over de Kei". Umtata fungeerde als hoofdstad. Het gebied was het traditionele vaderland van de Xhosa. In 1983 bedroeg het aantal inwoners bijna 2.525.000.
In 1930 werd de Algemene Raad van de Verenigde Transkeise Territoria opgericht. Deze werd vervangen door een territoriale autoriteit in 1956. Op 30 mei 1963 kreeg Transkei als eerste thuisland "zelfbestuur". Het was ook het eerste dat "onafhankelijk" werd verklaard (26 oktober 1976). De inwoners werden Transkeise burgers, en verloren hun Zuid-Afrikaanse nationaliteit. De eerste president was Kaiser Matanzima (TNIP), een ver familielid van Nelson Mandela. Later nam een generaal uit het Transkeise leger, Bantu Holomisa, de macht over. Holomisa deed het  ANC een aanbod dat hen enigszins in verlegenheid bracht: hij bood hen samenwerking aan. De officiële politiek van het ANC was dat zij niets met thuislanden te maken wilden hebben, maar een uitvalbasis als Transkei was niet te versmaden. Dit leidde tot onenigheden met Zuid-Afrika van 1978 tot 1980 die tot gevolg hadden dat de diplomatieke banden tussen de twee landen werden verbroken en het leidde zelfs tot een (gewapend) conflict met Ciskei. Op 27 april 1994 werd Transkei, samen met de negen andere thuislanden, herenigd met Zuid-Afrika. In 1994 was Holomisa degene die Nelson Mandela op verkiezingstournee aan de lokale bevolking zou voorstellen. Zelf was hij ook daar geboren, maar sinds vele jaren niet meer gezien vanwege zijn gevangenschap op Robbeneiland. Toch werd Holomisa door de teruggekeerde ballingen nooit volledig vertrouwd en al spoedig op een politiek zijspoor gezet in het ANC. Hij trad daarna uit de partij en vormde met Roelf Meyer, de onderhandelaar voor de Nationale Partij voor 1994 een nieuwe partij, de UDM, die in de verkiezingen van 1999 vooral in Transkei behoorlijke aanhang verwierf.